# Harry Thomson Andrews
Harry Thomson Andrews  (*  11. Dezember 1897 in Kapstadt; † 24. April 1985) war ein südafrikanischer Diplomat.

## Leben
Harry Thomson Andrews studierte am St. Henry’s Marist Brothers’ College in Kapstadt und an der Universität Pretoria. Er wurde 1913 Beamter und in Frankreich im Ersten Weltkrieg eingesetzt. 1927 war er Anwalt am obersten Gericht von Transvaal. Von 1930 bis 1935 war er politischer Botschaftssekretär am South Africa House in London (Vorläufer der High Commission of South Africa, London). Von 1936 bis 1940 war er Vertreter der südafrikanischen Regierung beim Völkerbund in Genf. Von 1942 bis 1945 leitete er die südafrikanische Unterstützungs-Mission in den Vereinigten Staaten von Amerika.
Von 1945 bis 1949 war er Botschafter in Washington, D.C. und ständiger Vertreter der Südafrikanischen Regierung beim UN-Hauptquartier in New York City. Von 1949 bis 1957 war er Botschafter in Frankreich. Anschließend war er Direktor in der Goldmine von Welkom.